# 白蛇传
《白蛇传》是中国民间传说。与《孟姜女》、《牛郎织女》、《梁山伯与祝英台》并称为中国四大民间传说，又名《许仙与白娘子》。故事成于南宋或更早，在清代成熟盛行，是中国民间集体创作的典范。描述的是修炼成人形的蛇妖与凡人的曲折爱情故事。

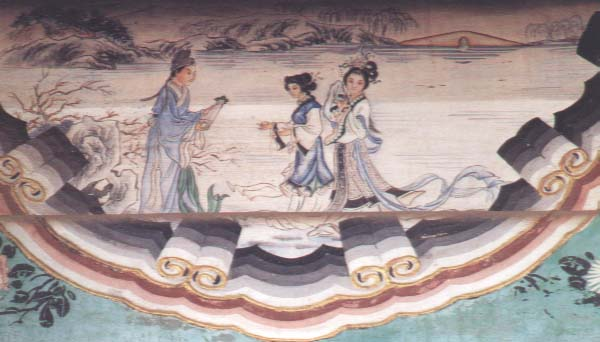
颐和园中的长廊画，表现《白蛇传》中遊湖借伞

## 流传

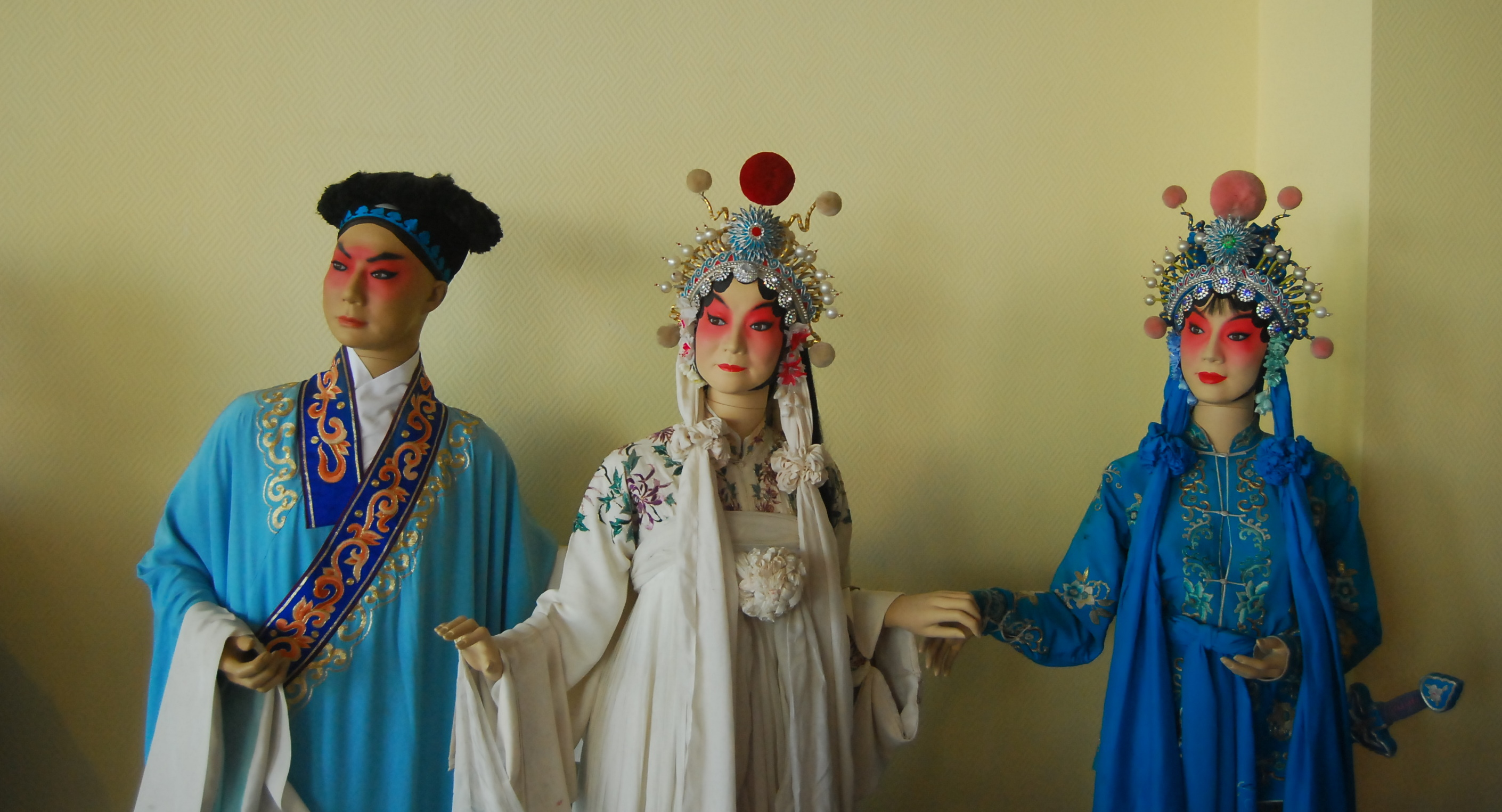
京剧中白蛇传三主角的形象。从左至右：许仙、白娘子、小青

《白蛇传》在中国广为流传，开始时是以口头传播，后来民间以评话、说书、弹词等多种形式式出现，又逐渐演变成戏剧表演。后来又有了小说，民国之后，还有歌剧、歌仔戏、漫画等方式演绎，近年來也有根据《白蛇传》拍成的电影，编排成的现代舞，新编的小说等等作品問世。这个故事以《白蛇传》的名字出现大抵出现在清朝后期，之前并没有一个固定的名字。
《白蛇传》不但在中国流传，在日本也有拍成过动画电影。《白蛇传》的传说，一说认为同印度教有关。印度教的创世，就是从两条大蛇（那伽）搅动乳海开始。东南亚也有类似《白蛇传》的故事，元代周达观的《真腊风土记》就记述了真腊国王有一“天宫”，夜夜登上天宫的金塔与化为女身的蛇精交合，也是人蛇交媾故事的雏形。此外，1819年约翰·济慈中的拉弥亚即由蛇幻化而成。后来与青年利西乌斯（Menippus Lycius）结为夫妻，结婚当天，来了个阿波罗尼乌斯（De Vita Apollonius），识破拉弥亚是蛇。因此，有学者认为《白蛇传》的故事有可能是中国的故事与印度的神话糅合而成的传说。
法国汉学家儒莲曾将《白蛇传》翻译成法文。

## 历史变迁
《白蛇传》的故事早期因为以口头相传为主，因此派生出不同的版本与细节。原来的故事有的到白素贞被镇压到雷峰塔下就结束了，有的版本有白蛇产子的情节，还有版本有后来白蛇之子得中状元，祭塔救母的皆大欢喜的结局。但这个故事的基本要素，一般认为在南宋就已经具备了。

### 唐传奇
在唐朝，就有蛇化为人形与人发生关系的传奇。唐人传奇《白蛇记》中，讲述了一个白蛇与人的故事：陇西盐铁使李逊的义子李黄，在长安东市遇见一个白衣绝色美妇，便相随其后。与白衣女子尽情欢饮三天后回家，头重卧床不起，后来全身化为水，只剩头颅。原来女子是一条白蛇修炼成精。另一个故事是：凤翔节度李听的从子李管任金吾参军的时候，自永宁里出游，到安化门外，遇见一驾白牛银车，旁边有两名女子的骑白马而行，便尾随而上与两女攀谈，赞其美貌。两女称家中有姐妹容貌更佳，于是李管就随着两女到其住所，到处飘香，果然见到一位美女。回家后李管便头痛裂开而死。家人问起奴仆，奴仆称：公子闻到异香，我们只闻到蛇臊味。家人慌忙到女子住所查看，只见到荒园一座，有白蛇盘桓，于是将白蛇打死而回。
这两则传奇除了有白蛇与男子相遇的情节以外，主要讲的是蛇精化身美女诱惑男人，基本和《白蛇传》没有关联。故事的寓意主要是年轻男子不可贪恋女色，行为轻浮。

### 宋代话本与地方传说

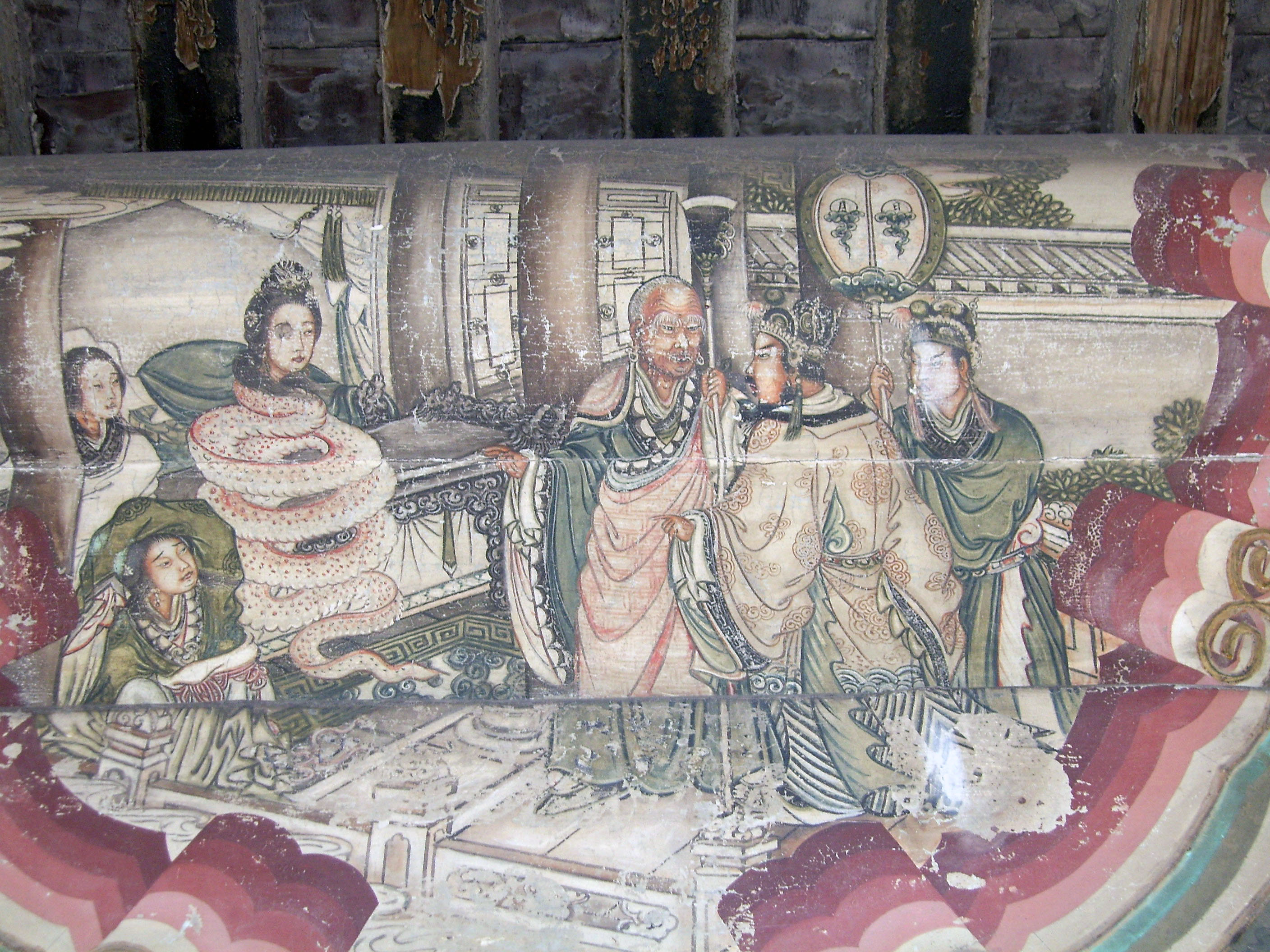
《西湖三塔记》讲述白娘子是一条专吃青年男子的白蛇精。

宋朝宰相張商英詩曰：「半間石室安禪地，蓋代功名不易磨，白蟒化龍歸海去，岩中留下老頭陀。」
宋朝以后，各种話本传说故事更加丰富。《清平山堂词话》第三卷记载了一则与蛇妖有关的故事：《西湖三塔记》。《西湖三塔记》讲的是临安府的一个后生奚宣赞在西湖边游玩，救了女娃卯奴。送卯奴回家后，却被卯奴母亲白衣娘子扣押住，准备结为夫妻。谁知这时手下又抓到了新的漂亮后生，就准备挖了奚宣赞的心肝来下酒。奚宣赞在卯奴的帮助下逃回家中，却又被捉回，幸得再次逃出。后来奚宣赞的叔叔，龙虎山的奚真人施展法术，使妖怪现了原形。原来白衣娘子是白蛇精，卯奴是乌鸡精，捉人的婆子是只水獭。于是真人在西湖造了三个塔，将三个妖精镇压在三塔之下。
《西湖三塔记》中的白蛇妖精并未与男主人公相恋，而只是想要结亲。这则故事是对当时男权统治下女子外嫁命运的反向描写。儒家礼教社会中婚姻以男性为主，男权压迫女性。这则故事中则恰好反过来，婚姻以女子为主，所以自然是妖邪，最後被道士镇压。
此外，在南宋宫廷说书人的话本之中，有《双鱼扇坠》的故事，其中提到鬼女孔淑芳与徐景春（而非许仙）相恋情节，与后来的《白蛇传》类似。

### 故事成型
目前发现《白蛇传》的最早的成型故事记载于明末冯梦龙的《警世通言》第二十八卷《白娘子永镇雷峰塔》。清代初年黃圖珌的《雷峰塔》（看山阁本），是最早整理的文字创作流传的戏曲，他只写到白蛇被镇压在雷峰塔下，并没有产子祭塔，“方脫稿，伶人即堅請以搬演之”，“一時膾炙人口，轟傳吳越間。”。方成培认为黄本“在知音者翻阅，不免攒眉，辞鄙调讹，末暇更卜数也。”后来又出现的梨园旧抄本（可能是陈嘉言父女所作，现存本曲谱已不全），是广为流传的本子，有白蛇生子的情节。
值得注意的是，现在故事中的小青在原来故事中不是由青蛇精变成的，而是青鱼。这在《双鱼扇坠》、《白娘子永镇雷峰塔》里有明确的描写。后来又改编为峨眉山中的白蛇与青蛇修炼成仙结伴到西湖游玩而与许仙相遇的故事。而许仙的名字最初是许宣，后来才慢慢变更为许仙的。历史上最早出现的《白蛇传》戏曲在第一折戏“双蛇鬥”中说在峨眉山得道的白蛇仙姑白素贞思念凡尘美景，为此下山欲享人间快乐，在途中遥望幽谷深处紫气冲天，定有精灵在此修炼，于是便独自闯峰越岭，後被青蛇拦住了去路。这里的小青是青峰山光华洞的青蛇大仙，为男儿身。他见白蛇品貌端正，欲与她在青峰宝洞结为终身伴侣，共求正果。白蛇不肯，便与青蛇打斗起来，由于白蛇有七千九百余年的道行，青蛇不敌于她只好变身为一个青春女婵娟，与白蛇结拜为金兰姐妹，愿终身侍奉于她。
清朝乾隆三十六年（1771年），方成培改编了三十四齣的《雷峰塔传奇》（水竹居本），共分四卷，第一卷从《初山》《收青》到《舟遇》《订盟》，第二卷是《端阳》《求草》，第三卷有《谒禅》《水门》，第四卷从《断桥》到《祭塔》收尾。除删除《描真》等无关紧要的戏份，方氏将《药赋》中介紹一百四五十种中药的劇情删去，又新增了《夜话》、《端阳》、《求草》、《断桥》等戲，丰富了剧情，该戏大为增色。《白蛇传》故事的主线纲架自此大体完成。方氏稱：“原本曲改其十之九，宾白改其十之七。”而这出戏的本子，在乾隆南巡时被献上，因此有乾隆皇帝御览的招牌，使得社会各个阶层的人，没有人不知道《白蛇传》的故事了。后来在嘉庆十一年，玉山主人又出版了中篇小说《雷峰塔奇传》。嘉庆十四年，又出现了弹词《义妖传》，至此，蛇精的故事已经完全由单纯迷惑人的妖怪变成了有情有义的女性。

### 《白蛇全传》版
在清代末期到民国初年，江荫香托名为“梦花馆主”，根据大量的口头传说和文献作品重新编撰成为一部白话通俗章回小说《寓言讽世说部前后白蛇全传》，其中前白蛇传四十八回，后白蛇传十六回；作者在广为流传的白娘子传说基础上又增添了浓厚的情节和趣味，使整部作品的可读性大大增强，在后世的戏曲和影视作品也多以该作为蓝本进行创作。
《白蛇全传》：白素贞是千年修炼的白蛇，偷吃了蟾蜍精的仙丹後便修練成神通广大的妖精，为了报答书生许仙前世的救命之恩，化为人形欲报恩，后遇到青蛇精小青，两人结伴。白素贞施展法力，巧施妙计与许仙相识，并嫁与他。蟾蜍精轉世為金山寺和尚法海，為了報復白素贞盜食仙丹，並說服许仙在端午让白素贞喝下雄黄酒，白素贞不得不现出原形，却将许仙吓死。白素贞上天庭盗取仙草将许仙救活。法海将许仙骗至金山寺并软禁，白素贞同小青一起与法海鬥法，水漫金山寺，却因此伤害了其他生灵。白素贞触犯天条，在生下孩子后被法海收入钵内，镇压于雷峰塔下。后白素贞的儿子长大得中状元，到塔前祭母，将母亲救出，全家团聚。

### 衍生作品

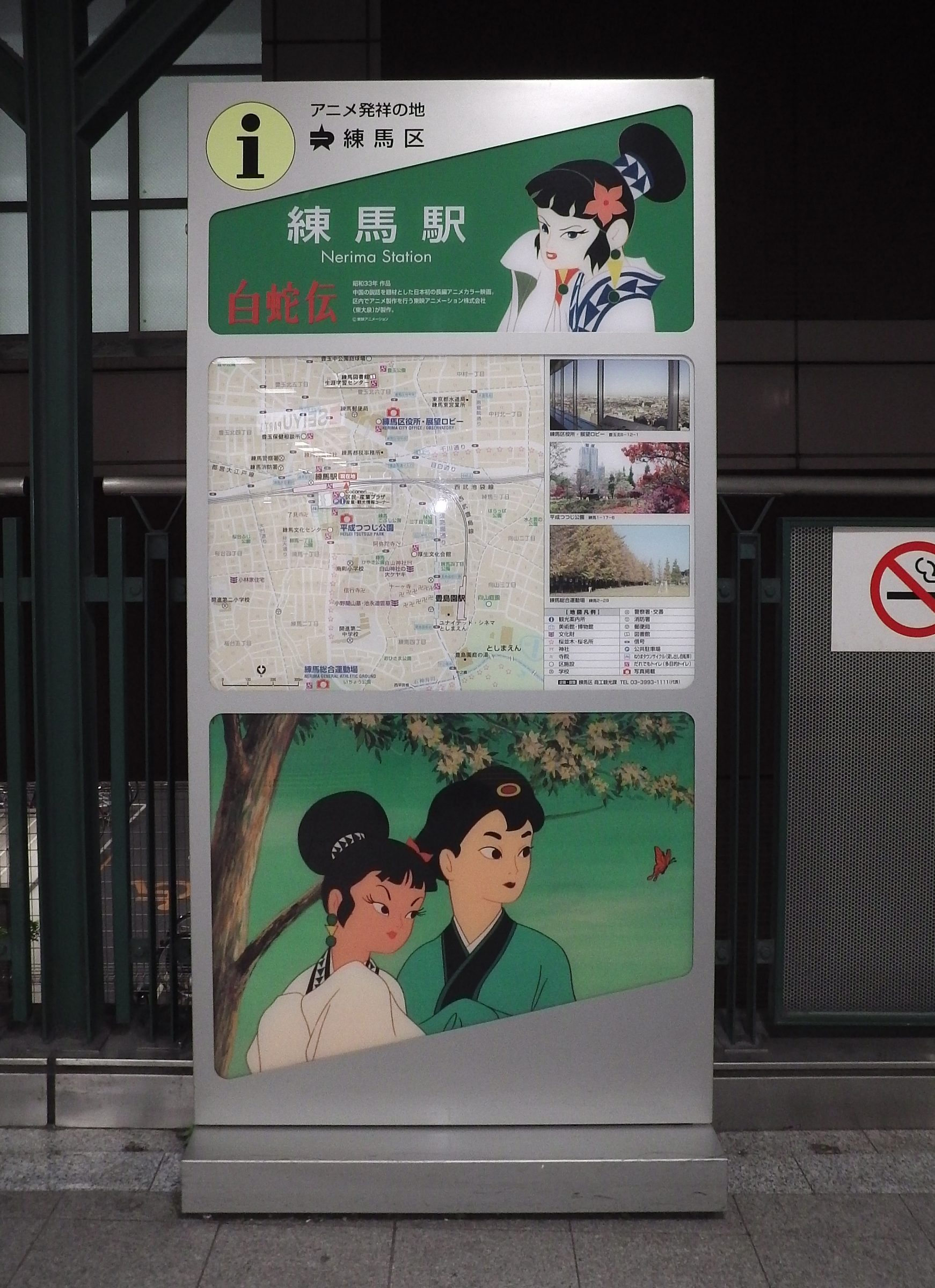
日本東京練馬站内，動畫電影《白蛇傳》的紀念碑

清代中期以后，《白蛇传》成为常演的戏剧，以同治年间的《菊部群英》来看，当时演出《白蛇传》是京剧、昆曲杂糅的，但是还是以昆曲为主，同时可以看出，《白蛇传》中祭塔的情节产生的时代较晚。
现代，有根据《白蛇传》拍成的台湾电视剧《新白娘子传奇》，基本是按照已经形成的故事再加一些内容。此外，还有香港女作家李碧华的小说《青蛇》亦是根据白蛇传创作的，而后经香港著名导演徐克拍摄后搬上银幕。台灣明華園戲劇團的白蛇傳歌仔戲露天表演，常在端午節前後演出，故事內容無較大的改編，但在舞台設計上與傳統戲劇表現的設計，有許多突破，其中水淹金山寺的橋段更出動消防隊的灑水車，還有吊綱絲的設計，製造出白蛇與青蛇騰雲架霧的感覺。另外，本作也被日本東映動畫改編成同名動畫電影《白蛇傳》（1958年上映），是日本史上第一部彩色長篇動畫電影，堪稱日本動畫史上的里程碑（值得注意的是本作中按照原本故事的設定──小青是青魚而不是青蛇）。
这个故事经过近千年的演变，除了故事情节不断丰富外，人物性格也在逐渐改变。

## 相关作品

### 小說
- 《上課不要打手機》 作者：九把刀

### 音樂
- 《白蛇传》（相声太平歌词） 说唱：王长林
- 《白蛇傳》 作曲：鄭濟民、羅偉倫
- 《法海你不懂愛》 词曲：老锣 演唱：龔琳娜

### 戏曲
- 白蛇传 (川剧)
- 超炫白蛇傳（歌仔戲）
- 白蛇传 (京剧)（田汉改编）
- 白蛇传 (豫剧)
- 白蛇传 (越剧)
- 白蛇传 (粤剧)

### 电影
- 义妖白蛇传（又名《白蛇传第一、二集》）：1926年，中国天一公司制作的无声电影，由胡蝶主演
- 仕林祭塔（又名《白蛇传第三集》）：1927年，中国天一公司制作的无声电影，由胡蝶主演
- 水淹金山：1934年，荷屬東印度希诺影业公司制作的黑白马来语電影，郑丁春执导作品
- 白蛇之子：1936年，荷屬東印度爪哇工业电影制作的黑白马来语電影，系《水淹金山》的续集，郑丁春执导作品
- 白蛇传（又名《荒塔沉冤》）：1939年，中國新華影業制作的黑白電影，杨小仲执导作品，由陈燕燕主演
- 白蛇传：1952年，香港黑白电影，王天林、洪叔云执导作品，由于素秋主演
- 白蛇传续集：1952年，香港黑白电影，洪叔云执导作品，由于素秋主演
- 新雷峰塔：1952年，香港黑白時裝電影，謝虹執導、編劇作品，由鄧碧雲、黃超武、陳露華主演；故事改編自《白蛇傳》，背景改為現代，但沒有神怪元素，主要角色沿用《白蛇傳》中的名字。[7]:460
- 乌白蛇（上集）：1954年，香港黑白厦语片，白云执导作品，由东方明珠主演
- 乌白蛇（下集）：1954年，香港黑白厦语片，白云执导作品，由东方明珠主演
- 白蛇传·断桥：1955年，中国大陆京剧电影（黑白），由梅兰芳、梅葆玖、俞振飞主演
- 白蛇传：1955年，香港粤剧电影（黑白），周诗禄执导作品，由罗艳卿主演
- 仕林祭塔（又名《白蛇传全部大结局》）：1955年，香港粤剧电影（黑白），周诗禄执导作品，由罗艳卿主演
- 白夫人的妖恋：1956年，日本东宝与香港邵氏兄弟联合制作的特摄片，由李香兰、八千草薫、池部良主演
- 白蛇传：1957年，台湾歌仔戏电影（黑白），由白蓉主演
- 断桥产子：1962年，香港粵剧电影，融合京剧工架，王风执导作品，由于素秋主演
- 白蛇传：1962年，香港邵氏电影，岳枫执导作品，由林黛主演
- 小龙女三戏白蛇精：1963年，香港粤语长片，黄鹤声执导作品，由曹达华、于素秋、冯宝宝、七小福主演
- 白蛇大闹天宫：1975年，台湾电影，由嘉凌主演
- 真白蛇传：1978年，香港电影，由林青霞主演
- 白蛇传：1980年，中国大陆京剧电影，当年国产片票房冠军，由李炳淑主演
- 新白蛇传：1982年，香港电影，系《真白蛇传》的续集，由林青霞主演
- 白蛇传：1983年，中国大陆京剧电影，由杜近芳主演
- 青蛇：1993年，香港电影，徐克执导作品，由张曼玉、王祖贤主演
- 白蛇传：2007年，中国大陆京剧电影，由张火丁主演
- 白蛇傳說：2011年，中国大陆电影，程小东执导作品，由黄圣依主演
- 法海禅师：2014年，中国大陆豫剧电影，长春电影制片厂与河南鹤壁豫剧牛派艺术研究院联合制作，由金不换、徐福先主演
- 美女记之白蛇新传：2016年，中国大陆网络电影
- 白蛇传：2017年，中国大陆越剧电影，由金静、阮建绒主演
- 法海你不懂爱：2018年，中国大陆网络电影，改编自歌手龚琳娜热门同名歌曲
- 白蛇之恋：2019年，中国大陆越剧电影，由白雪、张明惠、赵海英、许杰主演
- 爱笑种梦室之白蛇传说：2019年，中国大陆网络电影
- 青蛇传之天界令：2019年，中国大陆网络电影
- 白蛇传·情：2019年，中国大陆粤剧电影，首部4K全景声粤剧片，中国影史戏曲电影票房冠军，由曾小敏、文汝清、朱红星、王燕飞主演
- 青蛇之万兽城（又名《法海你不懂爱2万妖风云》）：2020年，中国大陆网络电影
- 宝贝有戏之新白蛇传：2020年，中国大陆网络电影，湖南卫视与浙江育苗文化传媒有限公司联合出品的《宝贝有戏》系列网络大电影之一
- 白蛇：情劫：2021年，中国大陆网络电影

### 剧集
- 雷峰塔：1977年，台湾中视电视剧
- 白蛇传：1983年，台湾华视《中国神话故事》单元剧
- 白蛇传：1985年，台湾中视电视剧
- 白蛇与张天师：1988年，台湾电视公司《中国民间故事》单元剧
- 奇幻人间世：1990年，香港無綫電視劇
- 新白娘子传奇：1992年，台湾电视公司电视剧
- 白蛇后传之人间有爱：1994年，新加坡电视剧
- 我和僵尸有个约会 ：1998年，香港亚视电视剧
- 白蛇传：1999年，台湾華视《葉青歌仔戲》
- 青蛇与白蛇（又名《青蛇外传》）：2001年，新加坡 & 台湾电视剧
- 白蛇传：2003年，中国大陆川剧电视剧
- 白蛇传：2006年，中国大陆中央电视台电视剧
- 白蛇后传：2010年，中国大陆电视剧
- 又见白娘子：2011年，中国大陆电视剧
- 白蛇外傳：2013年，台湾三立台《戲說台灣》單元劇
- 大话蛇仙：2015年，中国大陆网络剧
- 灵魂摆渡第二季：2015年，中国大陆网络剧
- 小戲骨：白蛇傳：2016年，中国大陆湖南广播电视台《小戏骨》單元劇）
- 爱情公寓外传之开心原力：2016年，中国大陆网络剧
- 万能图书馆：2018年，中国大陆网络剧
- 天乩之白蛇傳說：2018年，中国大陆网络剧
- 新白娘子传奇：2019年，中国大陆网络剧
- 白蛇人间：2020年，中国大陆网络综艺节目《演员请就位 (第二季)》第10期终极作品剧目之一

### 动画
- 白蛇传（日本动画电影）
- 水漫金山（中国动画剧集)
- 白蛇：缘起（中国动画电影）
- 白蛇2：青蛇劫起（中国动画电影）
- 白蛇：浮生（中国动画电影）

### 舞台表演
- 《超炫白蛇傳》是明華園戲劇總團以中國傳奇故事《白蛇傳》為藍本，融合傳統歌仔戲與現代舞台科技製作的大型戲劇作品。劇中運用高空飛人、LED特效、水火場景與音樂設計，打造震撼的東方魔幻舞台。  故事講述白蛇素貞與書生許仙相愛，遭遇法海阻撓，歷經水漫金山、雷峰塔囚禁等波折，呈現一段關於愛、信念與輪迴的經典傳說。  主演為孫翠鳳（白素貞），李郁真（許仙）、晨翎（青蛇）等明華園核心演員，並有明華園新生代接棒，展現世代傳承的生命力。
- 白孃孃：1972年香港音樂劇，在香港大會堂公演60場，1974年重演13場，是香港首部大型國語舞台音樂劇。潘迪華飾白素貞，森森飾小青，鮑立飾許仙，喬宏飾法海和尚，王琛飾茅山道士。潘迪華製作，潘迪華、盧景文編劇，盧景文導演，顧嘉煇作曲，黃霑、李寶璇、莊奴、汪小松填詞，上官大為服飾。劇中歌曲《愛你變成害你》成為國語流行乐壇的長青作品。
- 雲門舞集之白蛇傳：1975年台湾现代舞剧。林懷民以獨創的動作、京劇的象徵手法，使這個古老的故事有了鮮活的新生命。
- 白蛇傳 (舞台劇)：1982年香港粤语音乐劇，由吴世勋编导，羅文、汪明荃、米雪、卢海鹏主演。
- 白蛇傳 (歌劇)：2010年美国英语歌剧，由美籍華裔作曲家周龍創作，獲普立茲音樂獎。
- 白蛇传 (声优剧)：2018年中国大陆声优剧。由“神配音”团队“胥渡吧”策划的八周年庆活动，以92版《新白娘子传奇》官方配音演员和配唱老师为主，在北京展览馆剧场上演；“胥渡吧”的团队成员和《新白》的一些幕后主创也在这台演出上悉数亮相，尤其是白素贞的官方配音张主惠老师，这是她阔别配音圈25年后的正式回归。
- 壽板舞踏祭·三藐三-青蛇（系列），李瑞强舞作。青蛇之舞是内在能量的拓展、身心灵的净化与洗礼，是一场瑜珈之舞。
- 青蛇與法海：此劇省略了白蛇與許仙的愛情桥段，專注于“蛇妖與僧人”之間的鬥法、戲弄與降伏，李瑞強飾演青蛇，郭少麒飾演法海。

### 電玩遊戲
- Mizuchi 白蛇心傳：以白蛇傳為靈感的百合版本視覺小說遊戲，由亞裔美國獨立遊戲工作室Aikasa Collective所製作並於2020年Steam上發行[8]，原文為英文，其後翻譯為繁體中文，簡體中文及日文，於2024年由家用遊戲機發行商發布至任天堂Switch、PS4及PS5[9]。

### 惡搞
- 瘋神無雙：2014年4月19日~2014年5月11日（惡搞點為許仙吃下千年番薯）

## 民间艺术品

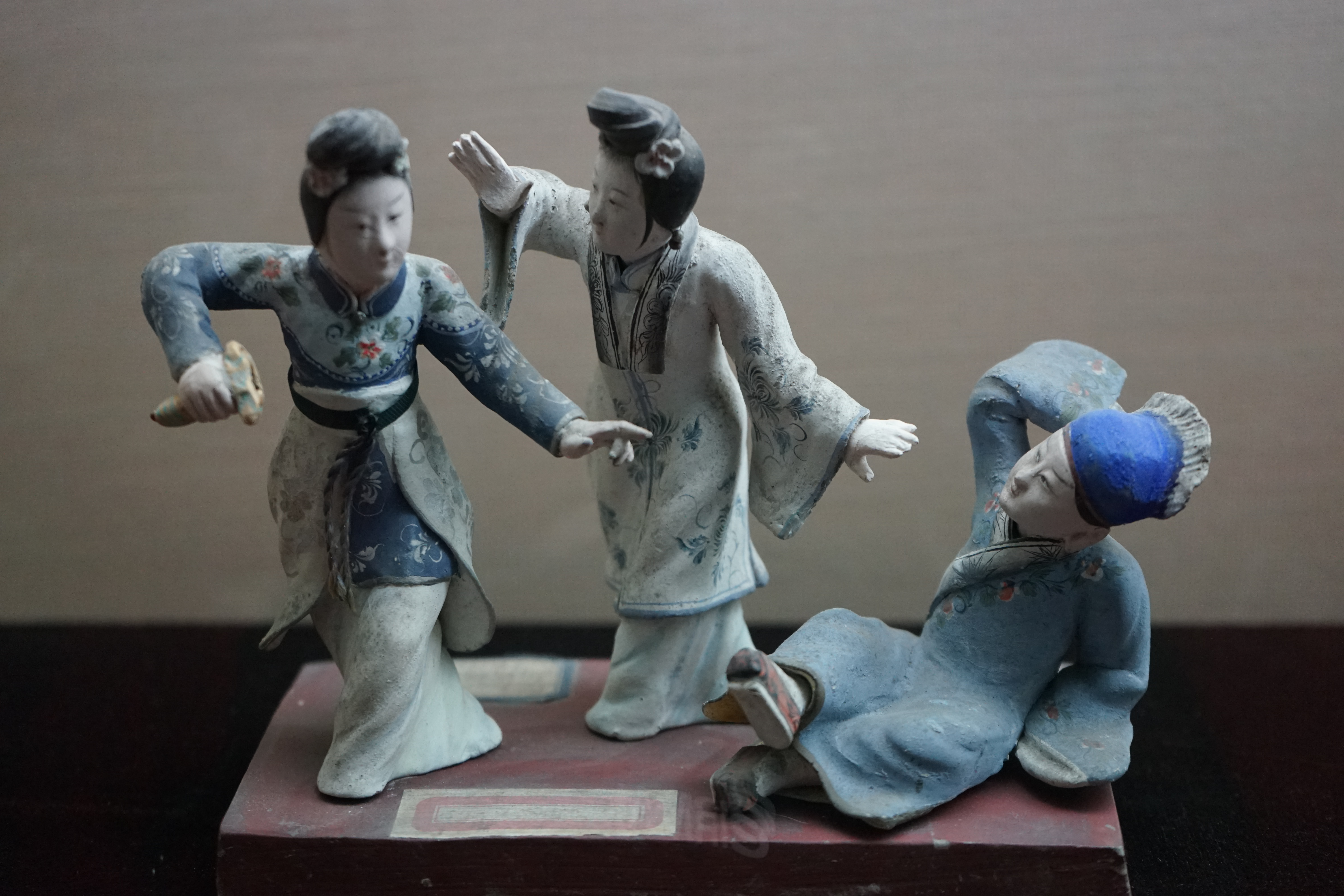
惠山泥人《断桥》片段，无锡博物院藏

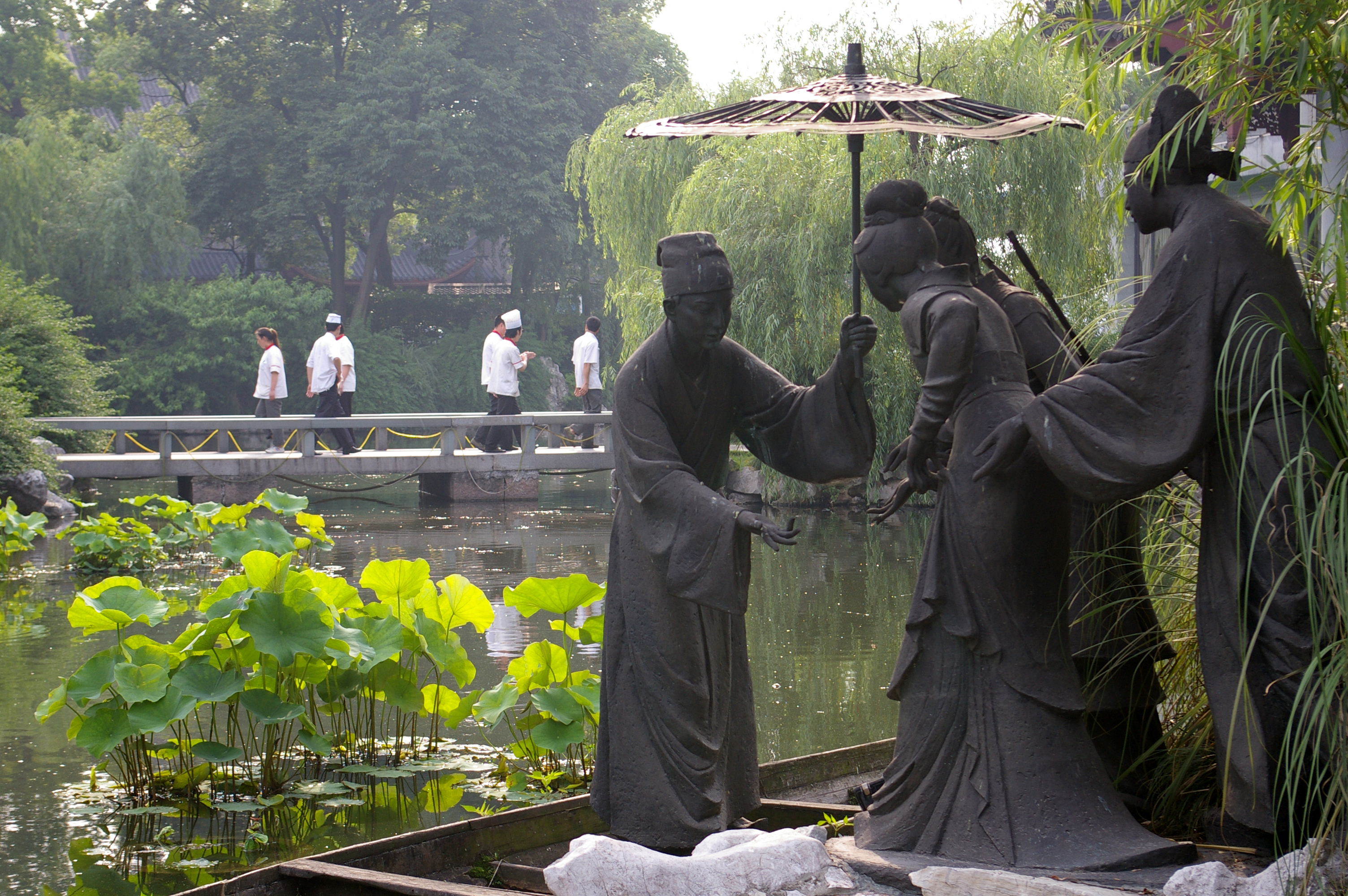
杭州西湖边，许仙、白娘子、小青塑像

千百年来，以《白蛇传》为题材的艺术品多姿多彩、异彩纷呈，极大地丰富了民间文化宝库。
- 林风眠国画《白蛇传》（成交价达630万元）
- 杨洪武核桃雕《白蛇传》

### 引用
1. ↑  （元）周达观原著《真臘風土記校註·宫室》 夏鼐校註，中華書局 ISBN 978-7-101-02028-1
2. ↑  张爽著. . 长春：吉林文史出版社. 2019.03: 141. ISBN 978-7-5472-5664-0.
3. ↑  闻婷编著. . 长春：吉林出版集团有限责任公司. 2014.08: 102. ISBN 978-7-5534-5064-3.
4. ↑  黃圖珌在《伶人請新制（棲雲石）傳奇行世》「小引」中自稱：“《雷峰》一編，不無妄誕，余借前人之齒吻，發而成聲。於看山之暇，飲酒之余，紫蕭紅笛，以娛目賞心而已。”
5. ↑  《觀演《雷峰塔》傳奇引》
6. ↑  《伶人請新製《棲雲石》傳奇行世‧小引》
7. ↑  傅慧儀 (编). . 香港電影資料館. 2000. ISBN 962-8050-08-7.
8. ↑  . store.steampowered.com.   [2024-12-24] （中文（中国大陆））.
9. ↑  . Soft Source Publishing.   [2024-12-24] （美国英语）.